# NGC 326

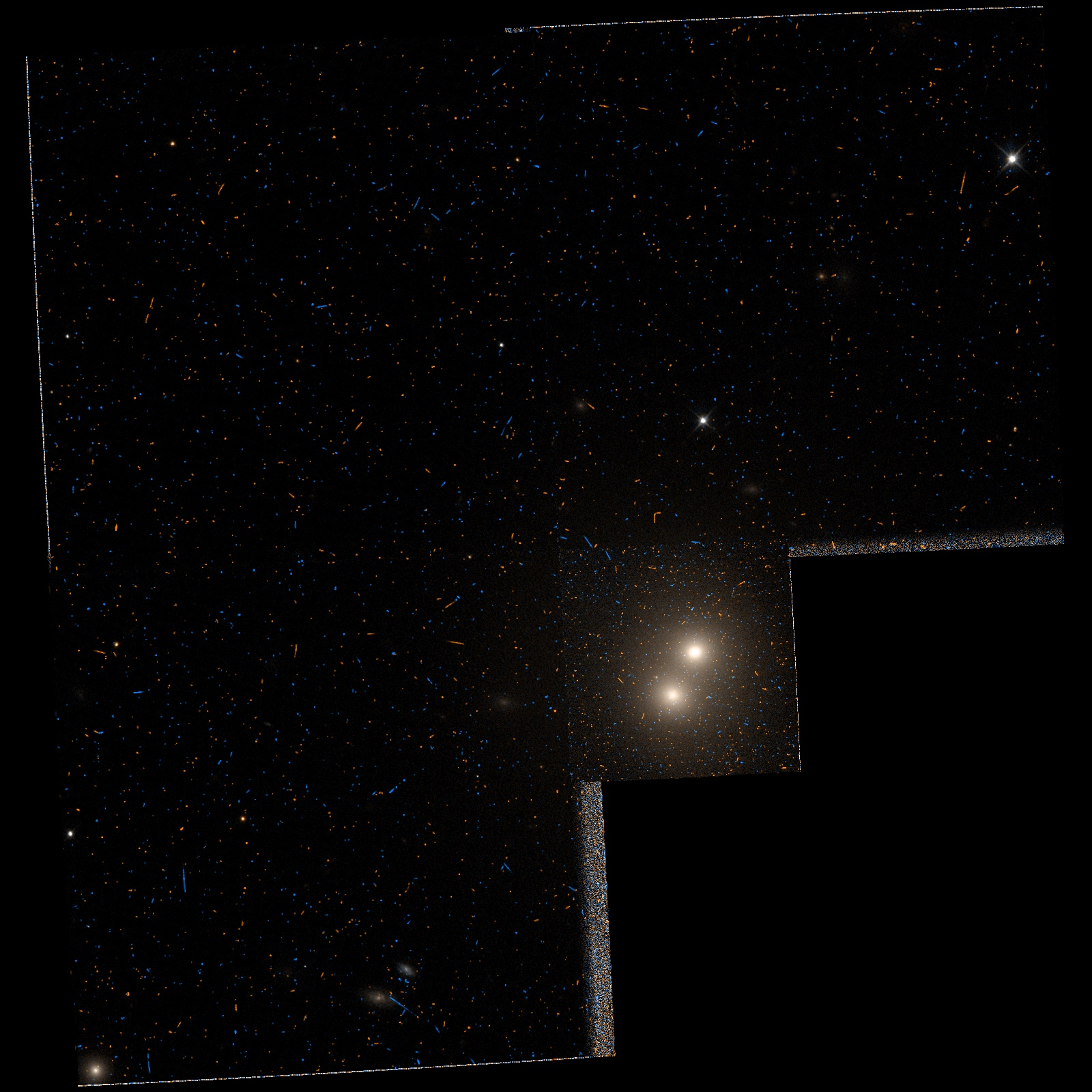
Aufnahme des Hubble-Weltraumteleskops

NGC 326 ist ein Doppelsystem bestehend aus einer Radiogalaxie und einer Begleitgalaxie, die gemeinsam von einer Hülle aus heißem Gas mit ungewöhnlicher Struktur umgeben sind. Das Paar befindet sich im Sternbild Pisces in einer Entfernung von rund 642 Millionen Lichtjahren von der Milchstraße und ist das hellste Mitglied einer kleinen Galaxiengruppe mit der Bezeichnung Zwicky 0056.9+2636.
NGC 326 wurde am 24. August 1865 von Heinrich Louis d’Arrest entdeckt.